# 김지애 (레이싱 모델)
김지애(1982년 2월 28일 ~ )는 대한민국의 레이싱 모델이다.

## 경력
- 스톰 모델 캐스팅
- KMRC 1전 Redline 레이싱걸
- 대한민국게임대전 도우미걸
- 헐리우드모터쇼 도우미걸